# アイランズ (ザ・フラワー・キングスのアルバム)
『アイランズ』（Islands）は、スウェーデンのプログレッシブ・ロック・バンド、ザ・フラワー・キングスが2020年に発表した14作目のスタジオ・アルバム。

## 背景
バンドは前作『ウェイティング・フォー・ミラクルズ』（2019年）リリースに伴い、1年以上にわたるツアーを計画していたが、2020年1月25日-26日の日本公演は予定通り行われたものの、 COVID-19のパンデミックにより、以後の日程はキャンセルとなった。
そして、中心人物のロイネ・ストルトによれば、「何の活動もしない選択肢はなかった」という理由から、インターネットを活用して各メンバー（当時バンド・メンバーの住所はアメリカ、イタリア、オーストリア、スウェーデンに散らばっていた）とデータをやり取りし、本作の制作に注力したという。本作のレコーディングには、スティーヴ・ハケットとの共演で知られるロブ・タウンゼントがゲスト参加した。そして、2020年8月にはストルトの手によりミキシングおよびマスタリングが行われた。
ストルトはタイトルの由来について「アルバムのテーマは『孤立』なので、『アイランズ』というタイトルが最も適切だと感じた」と説明している。ジャケットの絵はロジャー・ディーンが描いており、ディーンはストルトに2つの候補を提示したが、最終的に採用された作品は偶然にも"Island Fairy"というタイトルで、ストルトは「彼（ディーン）は、その時点ではアルバムのタイトルを知っているはずがなかったんだよ! 私達はちょうどその頃、タイトルを『アイランズ』にしようと考えたばかりだったからね」「運命的だったよ」と語っている。
日本盤ボーナス・トラックの「リフテッド・エア」は、ストルトはアルバム本編への収録を考えていたが、バンド全体の同意が得られず外された曲である。

## 反響・評価
スイスでは前作『ウェイティング・フォー・ミラクルズ』（2019年）に続き自身2作目のトップ100アルバムとなったが、最高位は前作に及ばず92位に終わった。Thom Jurekはオールミュージックにおいて5点満点中4点を付け「ザ・フラワー・キングスは『アイランズ』において、尖ったプログ・ロックから洗練されているが奇妙なポップまで、クラシカルなクワイアから柔和なメロディまで、詩情溢れる歌詞から入り組んだインタープレイまで、幅広い手法で孤立や静寂に抗っている。全世界の切迫した状況を背景に生まれた作品でありながら、音作りは明るく温かみがあり、演奏は心を奮い立たせてくれ、だからこそますます注目に値する」と評している。

## 収録曲
特記なき楽曲はロイネ・ストルト作。

### ディスク1
1. レーシング・ウィズ・ブラインダーズ・オン "Racing with Blinders On" - 4:24
2. フロム・ザ・グラウンド "From the Ground" - 4:02
3. ブラック・スワン "Black Swan" - 5:53
4. モーニング・ニュース "Morning News" - 4:01
5. ブロークン "Broken" (Roine Stolt, Jonas Reingold) - 6:38
6. グッバイ・アウトレイジ "Goodbye Outrage" (R. Stolt, Zach Kamins) - 2:19
7. ジャーニーマン "Journeyman" (Z. Kamins) - 1:43
8. タンジェリン "Tangerine" (R. Stolt, Z. Kamins) - 3:51
9. ソラリス "Solaris" - 9:10
10. ハート・オブ・ザ・ヴァリー "Heart of the Valley" - 4:18
11. マン・イン・ア・トゥー・ピース・スーツ "Man in a Two Peace Suit" - 3:21

### ディスク2
1. オール・アイ・ニード・イズ・ラヴ "All I Need Is Love" (Hasse Fröberg) - 5:53
2. ア・ニュー・スピーシーズ "A New Species" (Z. Kamins) - 5:56
3. ノーザン・ライツ "Northern Lights" - 5:45
4. ヒドゥン・アングルズ "Hidden Angles" (Z. Kamins) - 0:52
5. サーペンティン "Serpentine" - 3:52
6. ルッキング・フォー・アンサーズ "Looking for Answers" - 4:45
7. テレスコープ "Telescope" - 4:52
8. フールズ・ゴールド "Fool's Gold" (R. Stolt, Z. Kamins) - 3:18
9. ビトウィーン・ホープ・アンド・フィアー "Between Hope & Fear" - 4:42
10. アイランズ "Islands" - 4:15

#### 日本盤ボーナス・トラック
1. リフテッド・エア "Lifted Air" (R. Stolt, Z. Kamins) - 4:45

## 参加ミュージシャン
- ロイネ・ストルト - ギター、ウクレレ、キーボード、ボーカル
- ハッセ・フレベリ - ボーカル、アコースティック・ギター
- ザック・カミンス - キーボード、ギター、プログラミング
- ヨナス・レインゴールド - ベース、アコースティック・ギター
- ミルコ・デマイオ - ドラムス、パーカッション

アディショナル・ミュージシャン
- ロブ・タウンゼント - ソプラノ・サクソフォーン(on Disc 2 - #5)